# Igor Caetano
Igor Caetano Menezes Trindade, hay Igor Caetano (sinh ngày 5 tháng 7 năm 1995) là một cầu thủ bóng đá người Brasil thi đấu cho Mirandela.

## Sự nghiệp câu lạc bộ
Anh ra mắt chuyên nghiệp tại Campeonato Gaúcho cho Santa Cruz vào ngày 24 tháng 3 năm 2012 trong trận đấu trước Canoas.